# Bollmannia longipinnis
Bollmannia longipinnis är en fiskart som beskrevs av Ginsburg, 1939. Bollmannia longipinnis ingår i släktet Bollmannia och familjen smörbultsfiskar. Inga underarter finns listade.